# Синабунг
Синабунг (індонезійська мова — Gunung Sinabung) — плейстоценово-голоценовий стратовулкан, складений андезитами і дацитами, на плато Каро, Північна Суматра, Індонезія.

## Геологія
Як і більшість індонезійських вулканів він розташований на Зондській дузі, створеної субдукцією Індо-Австралійської плити під Євразійську плиту. Ця дуга обмежена на північно-північному-заході Андаманськими островами, утворюючи пасмо базальтових вулканів, а на сході Дугою Банда, також створеною субдукцією.
Синабунг має чотири вулканічні кратери, тільки один з яких активний.

## Виверження 2010 року
29 серпня 2010 сталося виверження вулкана після декількох днів гулу. Попіл було викинуто в атмосферу до 1,5 км і лава заповнила кратер. 31 серпня 6 000 з 30 000 селян, які були евакуйовані повернулися в свої оселі.. Індекс виверження становив VEI-3 за шкалою вулканічної активності.
В Індонезії вулкану привласнена категорія «B», що означає, не обов'язковий інтенсивний контроль.

## Виверження 2018 року
19 лютого 2018 року сталося виверження вулкана. Стовп попелу від виверження піднявся на висоту понад 5 тис. метрів. Індекс виверження становив VEI-4 за шкалою вулканічної активності.
В індонезійському Національному агентстві з урегулювання природних лих у свою чергу повідомили, що хмари гарячого попелу поширилися на 4,9 тис. метрів у південному напрямку.
Австралійське відомство, що займається спостереженнями за вулканічним попелом у регіоні, оголосило «червоний рівень» небезпеки для авіакомпаній.

## Виверження 2019 року
7 травня 2019 року відбулося виверження, яке підняло величезний стовп попелу та диму на висоту 2000 метрів (6500 футів), засипавши місцеві села уламками. Місцевим жителям, які живуть уздовж річок поблизу вулкана, порадили бути напоготові щодо можливих потоків лави. Офіційні особи заявили, що виверження могло вплинути на повітряні польоти, хоча вони не видали офіційних порад для літаків уникати цього району в той час.
Велике виверження відбулося 9 червня о 16:28 за місцевим часом, піднявши шлейф попелу на 7000 метрів (22 966 футів) у повітря та створивши пірокластичний потік довжиною 3–3,5 кілометри на південь і південний схід. Індекс виверження становив VEI-4 за шкалою вулканічної активності.